# Odero-Terni-Orlando
Odero-Terni-Orlando Società per la Costruzione di Navi, Macchine ed Artiglierie è stata una società italiana che ha operato nel campo della cantieristica navale e delle costruzioni meccaniche tra il 1927 al 1933 come società privata, anno in cui entrando nell'orbita IRI, passava sotto il controllo dello stato Italiano.

## Storia

### Le origini
La societa nasce nel 1927 con sede legale a Genova, come Odero-Terni, dalla fusione di Ansaldo-San Giorgio  controllata da Attilio Odero, che gestiva lo stabilimento del Muggiano, con Officine Meccaniche Vickers-Terni di La Spezia, controllata dalle Acciaierie di Terni, e in cui Odero aveva una forte partecipazione.
Nel 1929 a seguito della grave crisi del cantiere livornese Orlando vennero inglobati nella società Cantieri Navali Odero, che gestiva a Genova il cantiere della Foce e quello di Sestri Ponente, la Odero-Terni e i Cantieri Orlando di Livorno e la società assume la denominazione di "Società per la costruzione di Navi, Macchine ed Artiglierie Odero Terni Orlando" nome abbreviato in OTO, venendo così a formare un complesso meccanico-navale con quattro insediamenti produttivi: lo Stabilimento Artiglierie della Spezia (ex Vickers Terni), il Cantiere del Muggiano (ex FIAT-San Giorgio), il Cantiere di Genova-Sestri Ponente (ex Odero) e il Cantiere di Livorno (ex Orlando), la cui missione era quella di costruire, vendere e riparare navi, mezzi navali (militari e civili) ed artiglierie di ogni tipo.
All'inizio degli anni trenta il cantiere della Foce del Bisagno, dove l'ultima unità varata fu l'incrociatore argentino ARA Almirante Brown della classe Veinticinco de Mayo, fu soppresso in seguito alla ristrutturazione urbanistica di Genova; la chiusura portò alla cessione anche del Cantiere di Sestri Ponente, rilevato dall'Ansaldo.
Nel 1933 la OTO passò sotto il controllo dell'IRI, l'Istituto per la Ricostruzione Industriale. Le tensioni in Europa portarono ad un incremento della produzione militare, con la costruzione soprattutto di cannoni navali di grande calibro per navi da battaglia e incrociatori pesanti e di medio calibro per gli incrociatori leggeri, mentre la crescente minaccia aerea portò allo sviluppo di un cannone da 76mm per la difesa delle unità di superficie e cannoni da 100mm e 120mm per i sommergibili.
Nel 1934 entrò a far parte della OTO anche la Termo-meccanica Italiana, ex «A. Cerpelli & C.», specializzata nella produzione di pompe e macchine di bordo.

### Dopoguerra
Al termine della seconda guerra mondiale, nei primi anni del dopoguerra la produzione dell'azienda venne convertita alla realizzazione di trattori (Trattori OTO Melara) e telai.
I cantieri del Muggiano e di Livorno furono ceduti nel 1949 ad Ansaldo; la società rimasta proprietaria delle sole Officine Meccaniche il 19 aprile 1951 assunse la denominazione Società Meccanica della Melara con sede a Roma che diventò  OTO Melara nel 1953, dal nome del quartiere spezzino di Melara.

## Produzione
Nei cantieri durante la gestione Odero-Terni-Orlando vennero realizzate diverse unità sia di superficie che subacquee per la Regia Marina e nelle Officine Meccaniche le artiglierie principali di queste navi.

### Navi
Alcune delle più importanti navi varate nel corso degli anni dai cantieri dell'OTO comprendono:
| Foto | Nome                                              | Tipo               | Varo | Committente  |
| ---- | ------------------------------------------------- | ------------------ | ---- | ------------ |
|      | Armando Diaz (incrociatore)                       | Incrociatore       | 1930 | Regia Marina |
|      | Zara (incrociatore)                               | Incrociatore       | 1932 | Regia Marina |
|      | Emanuele Filiberto Duca d'Aosta (incrociatore)    | Incrociatore       | 1934 | Regia Marina |
|      | Alfredo Oriani (cacciatorpediniere)               | Cacciatorpediniere | 1936 | Regia Marina |
|      | Luigi di Savoia Duca degli Abruzzi (incrociatore) | Incrociatore       | 1936 | Regia Marina |
|      | Artigliere (cacciatorpediniere 1937)              | Cacciatorpediniere | 1937 | Regia Marina |
|      | Attilio Regolo (incrociatore)                     | Incrociatore       | 1940 | Regia Marina |
|      | Scipione Africano (incrociatore)                  | Incrociatore       | 1941 | Regia Marina |

### Sommergibili
Alcuni dei più importanti sommergibili varati nel corso degli anni dai cantieri dell'OTO comprendono:
| Foto | Nome                             | Varo | Committente  |
| ---- | -------------------------------- | ---- | ------------ |
|      | Enrico Toti (sommergibile)       | 1928 | Regia Marina |
|      | Pietro Calvi (sommergibile 1935) | 1935 | Regia Marina |
|      | Enrico Tazzoli (sommergibile)    | 1935 | Regia Marina |
|      | Scirè (sommergibile)             | 1938 | Regia Marina |
|      | Comandante Cappellini            | 1939 | Regia Marina |